# Jordan Montessori Lyceum Utrecht
Het Jordan Montessori Lyceum Utrecht (voorheen Montessori Lyceum Herman Jordan), in de volksmond ook wel bekend als het Jordan, is een middelbare school in Zeist, met ongeveer 912 leerlingen. Er wordt havo en vwo aangeboden. Er wordt geen Latijn en Grieks gegeven op deze school.

## Onderwijssysteem
Op de school wordt lesgegeven volgens het montessorisysteem. Aan het begin van elk schooljaar krijgen de leerlingen een zogenaamd "pensumboekje". Een pensum is een periode waarin taken moeten worden afgemaakt. In dit boekje staat per schoolvak beschreven welke taken elk pensum gedaan moeten worden en dus aan het einde van het schooljaar af moeten zijn. Ook staat er hoeveel punten elke volbrachte taak waard is. Dit zijn proeven (toetsen), hoofdstukken, ander schoolwerk (zoals boekverslagen) en eventueel excursies. Excursies zijn niet altijd punten waard, maar worden wel als verplichting gezien. Voor de bovenbouw komt hier nog bij dat de SE's voor elk vak per pensum worden beschreven in het pensumboekje. Als een taak af is, zet de docent van het betreffende vak ter bevestiging een paraaf in het pensumboekje, waarmee de taak is afgetekend. Een pensum duurt ongeveer acht weken; er zijn vier pensa per jaar. Na elk pensum is er ook nog een inloopweek waarin je werk wat je nog niet hebt afgemaakt kan afmaken. In deze week mag je al je uren zelf inplannen. In pensum 3 vindt er een projectweek plaats, waarin per jaarlaag verschillende projecten worden behandeld en voor examenleerlingen de mondelingen staan gepland. Na elk pensum worden de prestaties van een leerling vastgelegd in een 'verslag'. In dit verslag wordt vermeld welke hoeveelheid werk de leerling verricht heeft, hoe dit beoordeeld werd en eventueel een korte toelichting van iedere docent. Na de inloopweek van pensum 4, wat tegelijkertijd ook als herkansingsweek fungeert, is er nog een kampweek, waarin leerlingen uit klas 1 t/m 3 met elkaar op verschillende onderbouwkampen gaan, begeleidt door 5v'ers. Vierde klassers gaan dan op cultuurreis.

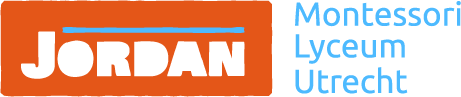
Logo van het Jordan MLU

Bij het Jordan MLU kunnen alle proeven één keer worden herkanst, met uitzondering op peilproeven. Bij een onvoldoende kan een leerling een proefwerk opnieuw maken om een beter cijfer te behalen. Wanneer er een lager cijfer wordt behaald op de herkansing, telt het hoogste cijfer.
De leerling wordt in de brugklas ingeloot op havo/vwo of vwo-top.                                                                                                                                  Bij havo/vwo zitten zowel havo als vwo leerlingen gedurende drie jaar met elkaar in de klas, waarna ze, in overleg met docenten, zelf bepalen of ze de school zullen verlaten met een havo- of vwo-diploma. Havo/vwo-leerlingen volgen ongeveer twee tot drie jaar hetzelfde programma. Waar nodig wordt voor sommige leerlingen al in de tweede klas de havo route ingeslagen, maar de meeste zullen in de derde kiezen tussen de twee leerwegen. De vwo-topklas is speciaal voor leerlingen met een vwo-advies. Per jaar worden er 60 leerlingen ingeloot voor vwo-top. Deze leerlingen krijgen dan gedurende de onderbouw elk pensum een vakoverstijgend project, wat wordt ondergebracht in het vak onderzoeksvaardigheden (OV). Tijdens het wekelijkse blokuur wordt er dan gewerkt aan een project waarin twee verschillende vakken worden gecombineerd. Zo wordt biologie en LO samengesmolten tot het project 'Gaan met die banaan', waar leerlingen onderzoek doen naar conditie en energie. 
In de bovenbouw zijn er twee onderwijsniveaus: havo en vwo/atheneum. In deze jaren worden de leerlingen, geheel op montessori wijze, klaargestoomt voor de CE's, vervolgopleidingen en uiteindelijk de maatschappij. Op beide niveaus starten leerlingen al in de vierde klas met het maken van SE's. Ook komen er verscheidene handelingsdelen aan bod, zoals de afronding van LOB & het AEL-project (arbeids- en ervaringsleren) en deelname aan het Europa- of Bèta-project. 

## Het Jordan in het nieuws
Het Jordan verschijnt af en toe in het nieuws. Zo haalde de school landelijk en internationaal nieuws door de afscherming van cijfers in Magister voor ouders.¹ Na een experiment van twee maanden besloot de school, na het houden van een enquête onder leerlingen, docenten en ouders, tot definitieve afscherming van de cijfers. Naast de verspreiding van het nieuws op Nederlandse platformen, werd het ook nieuws in o.a. het VK, India en China.

## Bekende (oud-)leerlingen
| Naam                                              | Geboortejaar                                | Bekend van                                         |
| ------------------------------------------------- | ------------------------------------------- | -------------------------------------------------- |
| Laura Brouwers (pagina op Engelstalige Wikipedia) | 1988                                        | Cricket-international                              |
| Michelle Courtens                                 | 1981                                        | Zangeres en finalist Eurovisiesongfestival 2001    |
| Jasper van Dijk                                   | 1971                                        | Tweede Kamerlid voor de SP                         |
| Boris Dittrich                                    | 1955                                        | Voormalig fractievoorzitter van D66 en schrijver   |
| Jan Willem Duyvendak                              | 1959                                        | Socioloog, filosoof en hoogleraar                  |
| Wijnand Duijvendak                                | 1957                                        | Voormalig Tweede Kamerlid voor GroenLinks          |
| Jaap Fischer                                      | 1938                                        | Liedjeszanger en tekstdichter                      |
| Louis Gauthier                                    | 1981                                        | Componist en producer                              |
| Jerry Goossens                                    | 1965                                        | Journalist en schrijver                            |
| Denise Jannah                                     | 1956                                        | Jazz-zangeres                                      |
| Henny Jenken                                      | 1951                                        | basketballer, honkballer en honkbaltrainer         |
| Wam Kat (pagina op Engelstalige Wikipedia)        | 1956                                        | Politiek activist                                  |
| Fred Kistenkas                                    | 1959                                        | Jurist, publicist                                  |
| Anne Koning                                       | 1970                                        | Eerste Kamerlid voor de PvdA                       |
| Denise Koopal                                     | 1980                                        | Presentatrice                                      |
| Jan Kuitenbrouwer                                 | 1955                                        | Journalist, schrijver en presentator               |
| Caroline Nevejan                                  | 1958                                        | Internetpioneer en bijzonder hoogleraar            |
| Maartje Nevejan                                   | 1959                                        | Filmregisseur                                      |
| Sophie van Oers                                   | 1983                                        | Actrice                                            |
| Michelle van der Pols                             | 1989                                        | Hockeyster                                         |
| Anne Rats                                         | 1987                                        | Otje in de gelijknamige televisieserie             |
| Emiel Sandtke                                     | 1983                                        | Acteur                                             |
| Dick van 't Sant                                  | 1932                                        | Hoorspelacteur, diskjockey en regisseur            |
| Katja Schuurman                                   | 1975                                        | Actrice en zangeres                                |
| Birgit Schuurman                                  | 1977                                        | Actrice en zangeres                                |
| André Spoor                                       | 1931                                        | Journalist                                         |
| Ashley Terlouw                                    | 1961                                        | hoogleraar rechtssociologie                        |
| Merik Voswinkel                                   | 1964 (leerling op het Jordan van 1976-1982) | Internetpionier, oprichter van Knoware (1993-1997) |
| Micha Wertheim                                    | 1972                                        | Cabaretier en winnaar Leids Cabaret Festival 2004  |
| Jan Wouters                                       | 1960                                        | Voormalig profvoetballer                           |
| Jim van der Zee                                   | 1995                                        | Winnaar The Voice of Holland 2018                  |
| Demira van der Zeeuw                              | 1997                                        | Zangeres en YouTuber, bekend als Dee               |
| Casper Starreveld                                 | 1986                                        | Gitarist van de band Kensington                    |
| Jordi Paulina                                     | 2004                                        | Profvoetballer                                     |

De band Kensington is ontstaan uit de schoolband 'Quad' aan het lyceum met de (oud-)bandleden Jan Haker, Lucas Lenselink en Casper Starreveld.